# Квинт Емилий Лет
Квинт Емилий Лет (на латински: Quintus Aemilius Laetus; † 193, Рим) е преториански префект, командир на преторианската гвардия, от 191 до смъртта му през 193 г. Произлиза от фамилията Емилии, клон Лет.
Когато император Комод го поставя заедно с Еклект и Марция (конкубината на Комод) в проскрипционния списък на хората за екзекутиране, тримата решават да го убият. На 31 декември 192 г. Марция дава след банята на Комод да пие вино с отрова, но на него му става само лошо. Тогава тя нарежда на атлета Нарцис да го убие и той го убива с шнур в банята. Заговорниците определят Пертинакс за император, който е убит след три месеца. Новият император Дидий Юлиан нарежда екзекуцията му заедно с другите заговорници.